# Christian Paul (homme politique)
Pour les articles homonymes, voir Christian Paul.
 (janvier 2023).
Christian Paul, né le 23 mars 1960 à Clermont-Ferrand, est un homme politique français. Il est député socialiste de la Nièvre de 1997 à 2017 et secrétaire d'État à l'Outre-mer de 2000 à 2002 sous le gouvernement Lionel Jospin.

## Biographie

### Formation
Diplômé de l'IEP de Paris (lauréat Service Public, 1982) [réf. nécessaire], DEA de droit public et ancien élève de l'École nationale d'administration (promotion Fernand Braudel (1987)), il est nommé directeur de cabinet à la préfecture de la Nièvre à Nevers, puis sous-préfet de Château-Chinon en 1989-1990.
Il enseigne à Sciences Po Lyon (Public Factory). Il anime la chaire « Transformations de l'action publique » : Démocratie, data, design, durabilité,.

### Parcours politique
Il est élu conseiller général du canton de Lormes en 1994, puis maire de Lormes en 1995 et député de la troisième circonscription de la Nièvre en 1997.
Le 29 août 2000, il entre au gouvernement Jospin en tant que secrétaire d'État à l'Outre-mer auprès de Daniel Vaillant, ministre de l'Intérieur. À ce titre, il met en œuvre la loi d'orientation pour l'outre-mer (LOOM), et soutient notamment la proposition de loi pour la reconnaissance de l'esclavage en tant que crime contre l'humanité présentée par la députée de Guyane Christiane Taubira. 
Malgré la réélection de Jacques Chirac à la présidence de la République, il est réélu député le 16 juin 2002 dans la 3e circonscription de la Nièvre. Il fait partie du groupe socialiste. Il est l'un des fondateurs du Nouveau Parti socialiste en octobre 2002, puis du courant Rénover maintenant d'Arnaud Montebourg à partir de fin 2005.
Il a présidé l'association Les Temps nouveaux, une fondation proche de Rénover maintenant.
Il participe aux débats liés à l'Internet (droits d'auteurs, régulation, responsabilité, brevetabilité du logiciel, législation numérique, boucle locale et haut débit, e-démocratie) et organise les premières « Rencontres parlementaires pour la société de l'information et de l'Internet ». Il est l'auteur du rapport remis à Lionel Jospin le 29 juin 2000 sur « les droits et libertés sur l'Internet » qui a préfiguré la création du Forum des droits sur l'internet en vue d’une régulation non contraignante de l'Internet. Il est l'auteur d'une proposition de loi sur la neutralité d'Internet[réf. souhaitée], débattue par l'Assemblée nationale en 2011.
Il anime la commission TIC de l'Association des régions de France (ARF) et préside « La 27e Région », laboratoire pour l'innovation publique.
Début octobre 2006, il exprime son soutien à Ségolène Royal pour l'investiture du candidat du Parti socialiste à l'élection présidentielle française de 2007. Malgré l'élection de Nicolas Sarkozy à la présidence de la République, il est réélu dans la 3e circonscription de la Nièvre. 
Avec la plupart des membres de Rénover Maintenant, il participe durant l'année 2008 à la démarche des Reconstructeurs qui conduit, à l'issue du congrès de Reims, une nouvelle équipe autour de Martine Aubry à la direction du PS. Au sein du Secrétariat national du PS, il préside le Laboratoire des idées, conduit le tour de France du projet en 2009, et participe à l'élaboration du programme socialiste pour 2012.

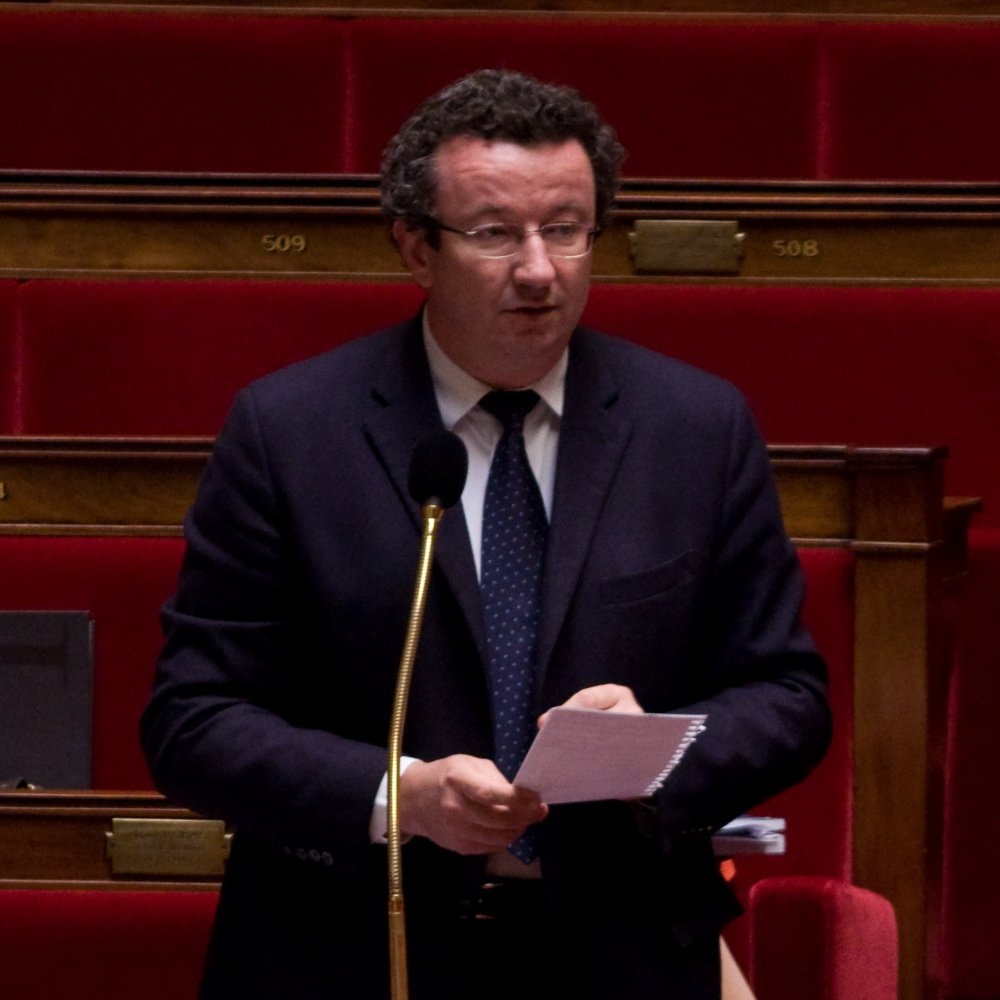
Christian Paul sur les bancs de l'Assemblée en 2009.

Suite au redécoupage électoral, il se présente et est élu en 2012 dans la 2e circonscription de la Nièvre. Aux côtés d'autres socialistes, comme Laurence Rossignol, Pervenche Berès ou Pouria Amirshahi, il lance peu après une initiative parlementaire et citoyenne, « La gauche durable » qui organise sa réflexion autour de trois axes : le nouveau modèle de développement, la lutte contre les fractures territoriales et l'innovation démocratique en France et en Europe.
Il est médiatisé à compter du mois d'avril 2014 pour son refus des mesures proposées par le gouvernement de Manuel Valls, jugées trop libérales par un certain nombre de députés socialistes (surnommés les « frondeurs » par les médias). En 2015, il est premier signataire de la motion B pour le congrès du parti, et donc candidat au poste de premier secrétaire du Parti socialiste.
Pour la primaire citoyenne de 2017, il soutient Arnaud Montebourg. Après la victoire de Benoît Hamon à la primaire, il est chargé du pôle « défense » dans le cadre de sa campagne présidentielle.
Candidat à sa réélection lors des élections législatives de 2017, il est battu au second tour face au candidat LREM.
Début février 2018, il crée un collectif de débat, « Monde commun », pour contribuer à « réinventer la gauche ».
En 2019, il cofonde avec Guillaume Duval, alors rédacteur en chef d'Alternatives économiques, le  Festival des Idées  dont la première édition se tient à La Charité-sur-Loire les 5, 6, et 7 juillet 2019. La seconde, en septembre 2020, réunit 3000 participants. Cet événement politique et culturel a été renouvelé en 2020, 2021, 2023 et 2025.
Son successeur à la mairie de Lormes, Fabien Bazin, ayant été élu à la présidence du conseil départemental de la Nièvre à la suite des élections départementales de 2021, doit quitter sa fonction en raison de la loi sur le cumul des mandats. Christian Paul lui succède à partir du mois de juillet 2021, redevenant maire de Lormes vingt ans après avoir quitté cette fonction.
Il s'engage dans la pré-campagne de Christiane Taubira pour l'élection présidentielle de 2022,.
Suite à la dissolution décidée en juin 2024 par Emmanuel Macron, il se présente en 2024 dans la 2e circonscription de la Nièvre, malgré la désignation par les militants socialistes locaux de la maire de Decize, Justine Guyot. Investi candidat du Nouveau Front populaire par les instances nationales du Parti socialiste, il se qualifie pour le 2nd tour, mais est battu par le candidat du Rassemblement national. 

## Mandats

### Mandats actuels
- Depuis le 17 mars 2008 : conseiller municipal de Lormes (Nièvre)
- Président du Pays Nivernais Morvan (qui réunit cinq communautés de communes, 200 communes, plus de 60 000 habitants)
- Maire de Lormes depuis 2021

### Anciens mandats
Membre du gouvernement
- 29 août 2000 - 5 mai 2002 : secrétaire d'État auprès du ministre de l'Intérieur, chargé de l'Outre-mer

Député
- 1er juin 1997 - 30 septembre 2000 : député de la troisième circonscription de la Nièvre
- 20 juin 2002 - 17 juin 2007 : député de la troisième circonscription de la Nièvre
- 18 juin 2007 - 19 juin 2012 : député de la troisième circonscription de la Nièvre
- 20 juin 2012 - 18 juin 2017 : député de la deuxième circonscription de la Nièvre

Conseiller régional
- 21 mars 2004 - 29 août 2012 : premier vice-président du conseil régional de Bourgogne

Conseiller général
- 27 mars 1994 - 28 avril 2004 : conseiller général de la Nièvre

Conseiller municipal
- 19 juin 1995 - 18 mars 2001 : maire de Lormes (Nièvre)
- 19 2001 - 16 mars 2008 : adjoint au maire de Lormes (Nièvre)

### Autres fonctions
- 1993 : secrétaire général de l'UGAP[20]
- 2001 - 2010 : président du Parc naturel régional du Morvan
- Président du Pays Nivernais-Morvan, pôle d'équilibre territorial et rural

## Publications
- Du droit et des libertés sur internet : rapport au Premier Ministre [mai 2000], Paris, La documentation Française, 2001  (ISBN 2-11-004729-1) [PDF] [lire en ligne]
- Le défi numérique des territoires, Éditions Autrement, 2007.
- Pour la République européenne, en collaboration avec Stéphane Collignon, Éditions Odile Jacob, 2008.
- Pour changer de civilisation : Martine Aubry avec 50 chercheurs et citoyens, Éditions Odile Jacob, 2011. Il coordonne la rédaction de l'ouvrage
- Ouvrages collectifs de la 27è Région, laboratoire d'innovation publique dont il est cofondateur en 2008 : Design des politiques publiques (2010) et Chantiers ouverts au public (2015), La documentation française.
- Les îles et l'archipel - Pourquoi la gauche renaîtra, Fondation Jean Jaurès, 2017 [lire en ligne]

Il a créé et dirige la collection Action publique chez Berger-Levrault.